# Хумэньский договор
Хумэньский договор (кит. трад. 虎門條約, упр. 虎门条约) — соглашение между Китаем и Британской империей, заключенное в 1843 году как дополнение к Нанкинскому договору. Соглашение гарантировало Британии привилегии для торговли в Китае и экстерриториальность для британцев, проживающих в «пяти свободных портах».

## Предыстория
Для того, чтобы завершить Первую опиумную войну, в 1842 году уполномоченный императора Циин и баронет Генри Поттинджер заключили Нанкинский договор на борту британского военного корабля HMS Cornwallis в Нанкине от имени Британской империи и империи Цин. Это соглашение стало первым из «неравных договоров», которые Китай заключал с западными странами.

## Условия
Уже во время переговоров в Нанкине Китай и Британия договорились, что заключат дополнение к Нанкинскому договору, а 22 июля 1843 года в городе Гуанчжоу они согласовали «Общие правила торговли между Великобританией и Китаем». Эти правила были включены в «Хумэньский договор», который Циин и Поттинджер заключили на борту корабля Cornwallis в протоке Хумэнь (с кит. — «Тигриные врата») 3 октября 1843 года.
В договоре были детально прописаны условия торговли между Великобританией и Китаем, по которым британцы могли проживать в пяти открытых для торговли портах — Шанхае, Нинбо, Сямынь, Фучжоу и Гуанчжоу. Хотя британцы получили разрешение на покупку недвижимости в этих портах и проживание там вместе с семьями, они не могли путешествовать по Китаю.
Договор также гарантировал экстерриториальность британским гражданам и режим наибольшего благоприятствования в торговле для Великобритании.

## Наследие
В Китае договор широко считается империалистическим и положившим путь покорению Китая западными империалистами. Договор утвердил «открытие» Китая внешней торговле после Первой опиумной войны и позволил британцам жить в частях Китая, которые ранее не были доступны иностранцам. В 1845 году местные чиновники империи Цин и британские чиновники ввели в силу регуляции по земле в Шанхае, которые положили начало основанию Шанхайского международного сеттльмента. Похожие договоры были заключены для других договорных портов, что создало социальный разрыв между европейцами и китайцами в городах.